# Ryszard Kędra
Ryszard Kędra (ur. 3 kwietnia 1952 w Turzym Polu) – polski polityk, technik energetyk, poseł na Sejm III i IV kadencji.

## Życiorys
W 1975 ukończył Technikum Energetyczne w Kozienicach. W 1980 wstąpił do NSZZ „Solidarność”. Został też członkiem Stowarzyszenia Elektryków Polskich.
Od 1989 należał do Konfederacji Polski Niepodległej, z ramienia której w wyborach parlamentarnych w 1993 bezskutecznie kandydował do Sejmu. W 1997 po raz pierwszy został posłem z listy Akcji Wyborczej Solidarność. Był rekomendowany przez KPN-OP, pełnił funkcję przewodniczącego komisji rewizyjnej tego ugrupowania. Opuścił AWS w 1998 w proteście przeciwko usunięciu z klubu parlamentarnego Adama Słomki.
W 2001 po raz drugi uzyskał mandat poselski, kandydując z ramienia Ligi Polskich Rodzin w okręgu krośnieńskiego (uzyskał 9628 głosów). W 2005 nie ubiegał się o reelekcję. W przedterminowych wyborach parlamentarnych w 2007 bez powodzenia kandydował z listy PiS (otrzymał 3282 głosy). Od 2008 należał do Naprzód Polsko. Był członkiem komisji rewizyjnej tego ugrupowania. W wyborach samorządowych w 2010 bezskutecznie ubiegał się z listy Prawa i Sprawiedliwości o mandat radnego sejmiku podkarpackiego.
Wszedł w skład komitetu wspierającego kandydaturę Karola Nawrockiego na prezydenta RP w wyborach w 2025.

## Odznaczenia
W 2009, za wybitne zasługi w działalności na rzecz przemian demokratycznych w Polsce oraz osiągnięcia w podejmowanej z pożytkiem dla kraju pracy zawodowej i społecznej, został odznaczony przez prezydenta Lecha Kaczyńskiego Krzyżem Kawalerskim Orderu Odrodzenia Polski.